# Kingsley Udoh
Kingsley Udoh (Lagos, 7 december 1990) is een Nigeriaans voetballer.
Hij begon zijn carrière bij de Global Crystal Academy voor hij verhuisde naar Akwa United F.C. in de winter van 2007. In januari 2009 was er interesse voor Udoh van Atlético Madrid maar tekende daar uiteindelijk niet. In februari 2009 was er interesse van het Griekse topteam Olympiacos, de Franse topper Olympique Lyon en KV Kortrijk uit België, maar tekende bij geen enkel van deze teams.
Op 14 januari 2010 deed hij testen bij FC Hansa Rostock. In februari 2010 keerde hij terug naar zijn geboorteland Nigeria en tekende daar een contract bij Heartland uit Owerri.
Udoh speelde ook al voor de Nigeriaanse beloftenploeg en groeide er uit tot aanvoerder.

## Carrière
- 2007-2009 Akwa United FC
- 2010- Heartland F.C.